# Ларин, Виктор Иванович
Виктор Иванович Ларин (4 декабря 1932, Ашхабад, СССР — 13 ноября 2016) — советский, российский учёный-геолог, академик Международной академии минеральных ресурсов, доктор геолого-минералогических наук, профессор.

## Биография
С 1950 года работал в гидрологической экспедиции Туркменского Геологического управления, в 1955 г. — в тематической партии ВГНИГНИ в качестве коллектора. В 1956 г. окончил Московский нефтяной институт имени И. М. Губкина по специальности «геология и разведка нефтяных и газовых месторождений».
В 1957—1958 гг. — геолог в Туркменской экспедиции МГУ им. М. В. Ломоносова, в 1958—1959 гг. — инженер во ВНИИГАЗЕ.
С 1960 г. преподавал в Московском институте газовой промышленности им. Губкина, с 1968 г. — доцент, с 1987 г. — профессор кафедры теоретических основ поисков и разведки нефти и газа.
В 1965—1966 г. работал заведующим кафедрой геологии в алжирском нефтяном текстильном центре. В 1989 г. читал цикл лекций в Высшей школе Министерства базовой промышленности в Гаване.

## Научная деятельность
В 1962 г. защитил кандидатскую, в 1984 г. — докторскую диссертацию. В 1988 году присвоено звание профессора.
Автор более 115 научных работ, патента на изобретение способа разведки газовых залежей антиклинальных структур в пластовых и массивных природных резервуарах, зарегистрированного 10 ноября 1996 года.

### Избранные труды
- Ларин В. И. Геологические основы количественной оценки процессов газонакопления : (На прим. Туран. плиты) : Автореф. дис. … д-ра геол.-минерал. наук. — М., 1984. — 39 с.
- Ларин В. И. Количественная оценка процессов газонакопления. — М.: Недра, 1982. — 160 с. — 1170 экз.
- Ларин В. И. Образование и интенсивность формирования залежей нефти и газа // Геология, геофизика и разработка нефтяных и газовых месторождений. — 2007. — № 3. — С. 54-59.
- Ларин В. И., Табасаранский З. А. Геология, поиски и разведка нефтяных и газовых месторождений : Конспект лекций по курсу для студентов спец. 1706 — экономика и организация нефт. и газ. пром-сти : [В 4 ч.] : Ч. 2: Геология нефти и газа / Отв. ред. А. А. Бакиров. — М.: Б. и., 1977. — 47 с.

## Награды
- почётные грамоты ректората института,
- почётная грамота Президиума Верховного Совета Туркменской ССР (1980) — за подготовку кадров и вклад в нефтяную отрасль Туркмении.